# Nozuchi
Le Nozuchi (野槌, 野椎 ;  « marteau des champs ») (野つ霊 ; « esprit des champs ») est un yōkai, une créature issu du folklore du Japon, décrite comme un esprit (seirei ; 精霊) associé aux champs et aux terres cultivées. Il est décrit par de nombreux folkloristes comme étant un ancêtre spirituel de tsuchinoko. 

## Description

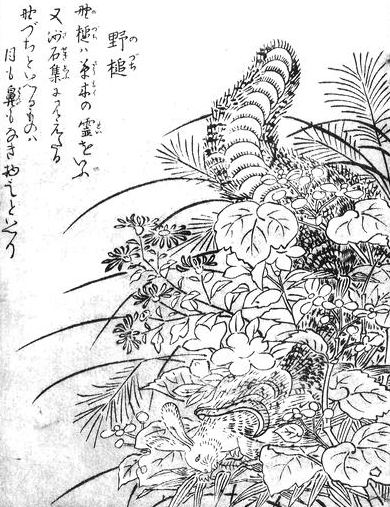
Illustration d'un Nozuchi dans le Konjaku Gazuzoku Hyakki par Toriyama Sekien.

Son apparence tubulaire, rappelle celui d’un serpent ou d’un ver avec un corps épais, ne possèdant ni yeux ni nez, seulement une bouche, lui donnant  selon les témoignages de l’époque, l’apparence d’un marteau sans manche. Il habite les montagnes profondes, se nourrit de divers animaux tel que des lièvres ou des écureuils. Les récits sur le nozuchi sont principalement localisés dans les régions du Kansai, Chūbu, Hokuriku et Shikoku. On dit qu’il peut avaler un cerf en une seule bouchée et qu’il provoque la mort lorsqu’il roule sur quelqu’un. Même être aperçu par un nozuchi suffirait à provoquer une maladie ou une forte fièvre, dont l’issue est fatale.
Dans l’encyclopédie de l’époque Edo intitulée Wakan Sansai Zue, il est décrit comme fréquentant les montagnes de Yamato (actuelle préfecture de Nara), notamment autour des rivières Natsumigawa et des chutes Seimeitaki.

## Mythologie et interprétations
Dans les récits bouddhistes, le nozuchi apparaît comme un serpent en forme de marteau et symbolise une punition pour les moines dénués de vertu. L'artiste Toriyama Sekien le représente comme un yōkai velu mangeant un lièvre dans son œuvre Konjaku Gazu Zoku Hyakki.